# Московский монах
Московский монах — порода голубей. Происхождение названия имеет две версии: из-за того, что окрас напоминает убор и одежду священнослужителей - шапочка и ряса; или же из-за того, что голуби этой породы часто летают отдельно от стаи, то есть ведут себя как отшельник-монах.
Из Германии голуби попали в Польшу. В Польше они получили название Крымки. Когда они были завезены в Россию, установить не представляется возможным, однако известно, что их предки попали сюда не позднее начала XIX столетия. Они стали аборигенами Москвы и области.

## Общее впечатление
Голуби некрупные. Голова продолговатая, с хохолком, широко развёрнутым на затылке, обязательно чисто белого цвета. Шапочка цветная и спускается до середины глаз. Хвост цветной, как и шапочка, бывают жёлтые, чёрные, красные, синие, кофейные. Глаза светло-жемчужного цвета, веки узкие. Шея средней длины, грудь выпуклая. Ноги высокие, неоперённые, красные. Корпус стройный.

## Полёт
Полёт стремительный, способны проскальзывать сквозь кроны деревьев.

## Содержание
Разведение московских монахов оправдывается их исключительной способностью выкармливать голубят короткоклювых ценных пород, чем пользуются многие любители — голубеводы, содержа их главным образом с этой целью.

## Стандарт

### Общий вид
Голубь средних размеров, длина (36—38см), сложение гармоничное, крепкое с удлинённым, наклонным туловищем, посадка средневысокая на неоперённых ногах, оперение гладкое, густое, плотное с характерным рисунком.

### Расовые признаки
- Голова: округло-удлинённая, узкая (сухая) с растянутым, пологим лбом, темя и затылок округлые, на затылке голова украшена раковинообразным чубом в виде широкой, от уха до уха, плотной, густой и высокой короны, которая по бокам имеет завитки из мелких перьев в виде розетки.
- Глаза: средней величины, живые, выразительные, зрачок тёмный, расположен в центре глаза, радужная оболочка белая (перломутровая или жемчужная), веко узкое, однорядное, чистое, мелкозернистое, телесного цвета.
- Клюв: средней ширины и длины (17—19мм), не грубый, прямой, хорошо сомкнут, у чёрных разновидностей белый (может быть с небольшой сивинкой на кончике надклювья), у кофейных и палевых — телесного цвета, с линией лба клюв составляет почти прямую линию, восковица белая, небольшая, сердцевидная, слегка удлиненная, хорошо прилегает к клюву, не нарушая линии клюва.
- Шея: средней длины и полноты, у головы довольно тонкая, к плечам расширяется и плавно переходит в грудь, на тыльной части шеи по её середине след гребня (грива), более густой и высокий у основания чуба и сходящий на нет к концу шеи. Пышный чуб с розетками по бокам и хорошо развитый гребень является украшением голубя и высоко ценятся.
- Грудь: довольно широкая, полная, округлая (охват груди 24—25см) приподнятая.
- Спина: в плечах широкая, прямая, удлинённая, к хвосту покатая.
- Крылья: длинные (23—24см), плотно сомкнутые, хорошо прилегают к туловищу, свободно лежат на хвосте, не перекрещиваясь концами, маховые перья широкие, упругие.
- Хвост: средней длины (11—12см), узкий, состоит из 12 рулевых перьев, ровный, плоский, плотно сомкнутый, со спиной составляет одну прямую линию. Без подхвостья.
- Ноги: средней высоты (8,8—9см), среднего строения, плюсна и пальцы не оперённые, светло-красного цвета, когти светлые.

### Цвет и рисунок
Оперение всего тела чисто-белое за исключением верха головы и хвоста, которые окрашены в чёрный, коричневый (кофейный), жёлтый (палевый) или синий ( сизый ) цвета. Цветная окраска головы начинается у основания клюва (низ лба), проходит по щекам на уровне середины глаз и заканчивается округлой линией у основания чуба, который остается полностью белый. Окраска хвоста покрывает рулевые перья, подхвостья и надхвостья.

### Мелкие допустимые недостатки
- укороченная спина, крылья, хвост;
- низкая посадка на коротких ногах;
- полная шея;
- слегка выпуклый лоб;
- клюв короче среднего;
- лёгкая сивина надклювья у чёрных и телесно-розовый или розовый цвет века;
- впалая грудь;
- тёмные когти;
- неплотно сомкнутые крылья и хвост;
- слегка отбелённые крайние рулевые перья хвоста;
- широковатый и немного сводчатый хвост;
- небольшое подхвостье (23 пера).

### Крупные недопустимые недостатки
- мелкое, округлое строение тела;
- короткая, круглая мясистая голова с широким крутым лбом;
- толстый, тупой, чёрный с розовато-красным оттенком клюв;
- глаза тёмные или оранжевые;
- больше количество мелких кровяных точек на радужной («кровавый глаз»);
- широкое, двухрядное, грубое, красное веко;
- разногласие;
- низкий, редкий ущербный чуб;
- отсутствие розеток и гребня;
- оперённые ноги;
- опущенные ниже хвоста крылья;
- неоднородная, тусклая окраска оперения;
- забелённые перья («зеркало») в хвосте;
- пестрота на голове, туловище и в чубе;
- белые надхвостье и подхвостье, «усы».

## В культуре
- «Голубеводство» В. А. Романов, О. К. Разбесов
- «Пять похищенных монахов» (1976) — повесть известного советского писателя Юрия Коваля, юмористический детектив о краже голубей породы московский монах
- «Пять похищенных монахов» (1991) — советский детский фильм, экранизация повести Коваля